# Can Dündar
Can Dündar (prononcé [ d͡ʒan dyn'daɾ]), né le 16 juin 1961 à Ankara,, est un journaliste et documentariste turc. Il est spécialiste de la critique des médias en Turquie, engagé dans la défense des libertés publiques, pacifiste et favorable à une résolution politique du conflit kurde en Turquie. Entre 2013 et 2016, il est directeur de la rédaction du quotidien turc laïc et progressiste Cumhuriyet. En novembre 2015, il est emprisonné pour avoir révélé que les services secrets turcs (MIT) effectuaient des livraisons d’armes à des groupes rebelles  en Syrie.

## Biographie
Après avoir suivi sa scolarité à Ankara,, il publie ses premiers articles en 1979 notamment dans Söz et Hürriyet et sort diplômé en 1982 de la haute école de presse de la faculté des sciences humaines et sociales de l'université d'Ankara,. En 1986 il sort diplômé de la London School of Journalism (en), termine sa licence supérieure en 1988 et sa thèse de doctorat en 1996 en administration et droit publics de l'université technique du Moyen-Orient,.
En 1988 il travaille à la Radio-télévision de Turquie (TRT) au service information, puis participe à la réalisation des documentaires 32. Gün (tr) (Le 32e Jour) qui sont diffusés de 1989 à 1995 sur la TRT jusqu'en 1992 et sur Show TV.
Le 15 août 2016, Can Dündar démissionne de son poste de rédacteur en chef du journal Cumhuriyet, n'ayant plus confiance en la justice turque, mais indique qu'il y demeurera comme simple chroniqueur. Il ajoute : « Faire confiance à un tel pouvoir revient à mettre sa tête sous la guillotine. (…)  Désormais, nous ne faisons pas face à la justice mais au gouvernement. Aucun tribunal supérieur ne pourra s’opposer au non-droit qui s’installe. »
Le 8 novembre 2016, Dündar annonce le projet de création d'un média indépendant, basé à l'étranger mais à destination de la Turquie, dans le but de court-circuiter la répression du gouvernement turc contre les journalistes. Le projet, qui s’intitule Özgürüz (« nous sommes libres » en turc), soutenu par le centre de recherches journalistique allemand Correctiv, est lancé le 24 janvier 2017, date choisie en mémoire d'un journaliste turc assassiné le même jour, Uğur Mumcu. Il se présente sous la forme d'un site d'actualité en turc et en allemand, et a été réalisé par Can Dündar, Hayko Bağdat et David Schraven. Dündar en devient le rédacteur en chef,. Le 26 janvier 2017, le site ozguruz.org est bloqué par les autorités turques.
En 2017, il cosigne avec la réalisatrice allemande Katja Deiß un documentaire intitulé Can Dündar - Adieu à la Turquie (en allemand : Exil Deutschland - Abschied von der Türkei) sur les intellectuels contraints à l'exil par le pouvoir turc, dont lui qui vit aujourd'hui en Allemagne loin de sa famille. Le projet est diffusé pour la première fois à la télévision le 11 juillet 2017 sur Arte et Das Erste,.

## Activité éditoriale

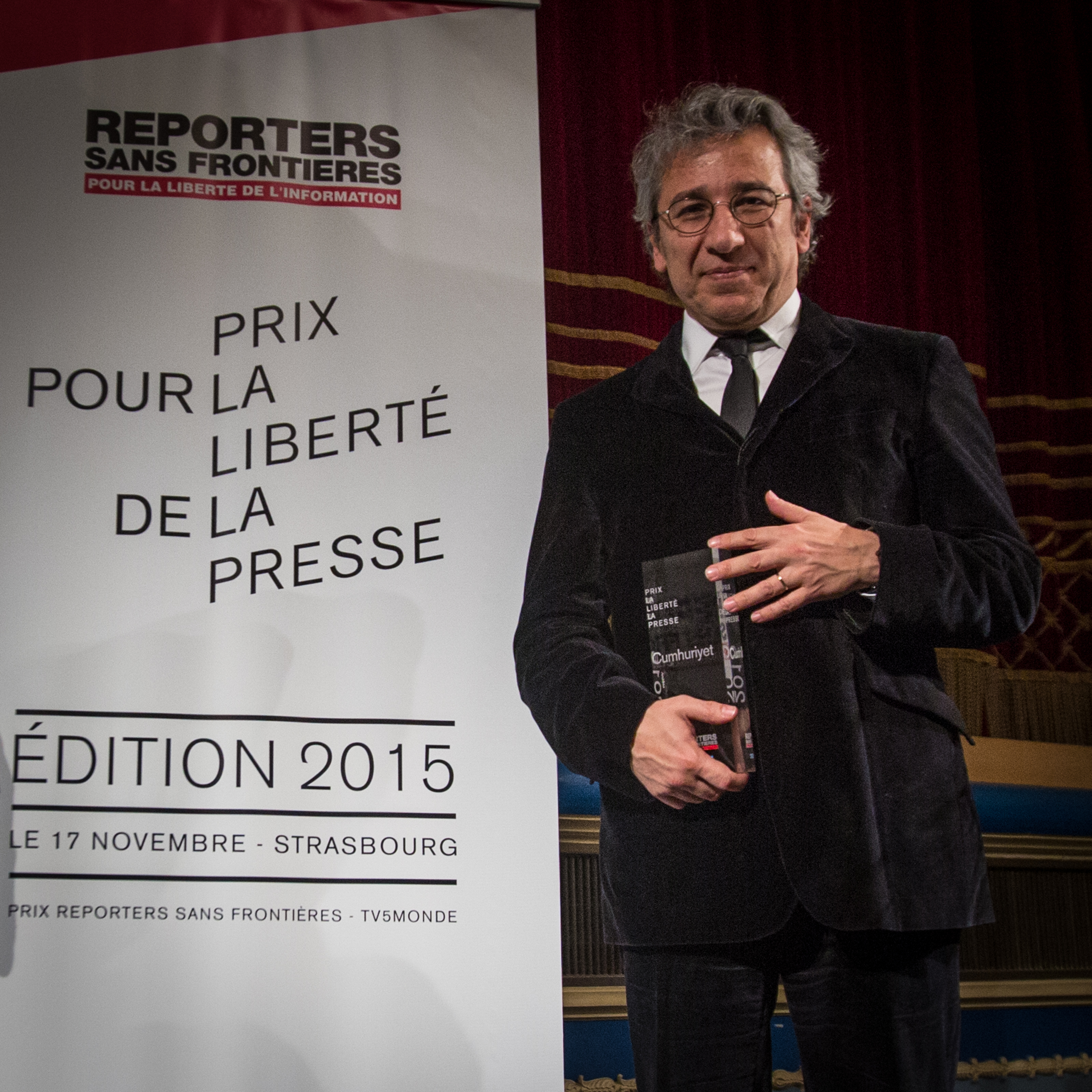
Can Dündar lors de la cérémonie de remise du prix pour la liberté de la presse décerné par Reporters sans frontières à Strasbourg le 17 novembre 2015.

### Affaire des camions
Can Dündar est à l'origine de la médiatisation de la découverte d'un soutien actif de l'État turc à des groupes rebelles syriens, dont des groupes djihadistes, dans le cadre de la guerre civile syrienne,,,.
Alors qu'Ankara avait jusqu'alors nié avoir fourni des armes aux rebelles syriens, le 29 mai 2015 Cumhuriyet publie des images tournées par la gendarmerie turque en janvier 2014 dans les provinces de Hatay et Adana, près de la frontière syrienne. Les gendarmes avaient alors intercepté deux convois de camions chargés d'armes par les services secrets turcs (MIT),,. Après la publication de cet article Can Dündar et Erdem Gül, son chef de bureau à Ankara, sont accusés d'« espionnage » et « divulgation de secrets d’État » le 27 novembre 2015,,. Pour ces révélations, le président turc Recep Tayyip Erdoğan avait menacé publiquement Can Dündar en disant « Je ne le laisserai pas, je le suivrai et il devra payer la facture » lors d'une interview sur la Radio-télévision de Turquie,.
Depuis sa cellule, Can Dündar explique les raisons de son emprisonnement:
« Puis-je laisser mon pays entre les mains d’un régime totalitaire ?

Pouvons-nous nous enfermer dans nos bureaux, au lieu de travailler sur les dossiers sur lesquels nous avons enquêté, découvrant la corruption du pouvoir, la politique de guerre civile, le trafic d’armes ?

Parce que nous avons répondu « non » à cette option, et parce que nous avons poursuivi la voie de Frédéric Joliot-Curie, parce que nous avons pris le parti de la paix, parce que nous sommes contre le despotisme et sa censure, nous nous retrouvons en prison et isolés dans nos cellules. »
— Can Dündar, Depuis sa prison, le message de Can Dündar à L’Humanité, L’Humanité, 29 décembre 2015.
Dans la nuit du 26 février 2016, la 1re section de la Cour constitutionnelle rend une décision jugeant l’incarcération de Can Dündar et d'Erdem Gül de « violation du droit de la liberté et de la sûreté individuelles »,. Quelques heures plus tard la 14e cour d'assises d'Ankara ordonne la libération des deux journalistes après 92 jours de captivité. Ces derniers noteront que leur libération intervient le jour de l'anniversaire du président Recep Tayyip Erdoğan, régulièrement accusé d'attaques constantes contre la liberté de la presse en Turquie.
Le 6 mai 2016, devant le palais de justice d'Istanbul (en), Can Dündar échappe à une tentative de meurtre. Le tireur présumé est immobilisé par le député du Parti républicain du peuple Muharrem Erkek et la femme de Can Dündar, Dilek Dündar, avant que les policiers ne l’interpellent. Can Dündar se rendait à un point presse devant le palais de justice pour réagir à sa condamnation pour « tentative de renversement du gouvernement de la République de Turquie ou d'empêchement partiel ou total son action avec violence et coordination ». Le verdict est rendu deux heures après l'attaque par la 14e cour d'assises d'Istanbul, lui et Erdem Gül sont respectivement condamnés à 5 ans et 10 mois et à 5 ans de prison ferme (35 ans et 6 mois étaient demandés par le ministère public),.
Le 2 avril 2018, un tribunal d'Istanbul délivre un mandat d'arrêt et demande à l'État de faire une requête de notice rouge à Interpol contre Dündar. Celui-ci sera immédiatement arrêté s'il retourne en Turquie et si une notice rouge est effectivement publiée à son encontre, il pourra aussi être arrêté par la police des autres pays.
À partir du 5 décembre 2018, il est aussi recherché pour son rôle supposé dans les manifestations de Gezi en 2013.
Le 23 décembre 2020, dans l'affaire des camions, Can Dündar est condamné à plus de 27 ans de prison : 18 ans et six mois de prison pour « divulgation d'informations confidentielles et espionnage », et huit ans et neuf mois pour « aide à une organisation terroriste », en l’occurrence le mouvement Gülen accusé du putsch manqué de 2016 contre Erdoğan. Sa précédente peine de 5 ans et dix mois avait été annulée en 2018 par une haute cour avant cette sanction plus lourde.

## Filmographie
Il est également réalisateur de documentaires pour le cinéma ou la télévision :
- 2008 : Mustafa (en) (sur Mustafa Kemal Atatürk)

## Bande dessinée
- Erdogan - le nouveau sultan, Delcourt/Engrenages, mars 2022, 320 pages.

## Distinctions
- Lauréat du prix Homère du Festival de Troie[14].
- Lauréat du prix pour la liberté de la presse décerné par Reporters sans frontières en novembre 2015.
- Lauréat du prix international de la liberté de la presse du Comité pour la protection des journalistes en 2016.
  - Prix Hermann-Kesten en 2016.
- Citoyenneté honoraire de la Ville de Paris en novembre 2016 décerné par la maire socialiste Anne Hidalgo[30],[31].